# La Ciénaga, Barahona
La Ciénaga är en kommun i Dominikanska republiken.   Den ligger i provinsen Barahona, i den södra delen av landet, 130 km väster om huvudstaden Santo Domingo. Antalet invånare i kommunen är cirka 9 100.
Terrängen runt La Ciénaga är varierad. Havet är nära La Ciénaga åt sydost.  Närmaste större samhälle är Santa Cruz de Barahona, 15,5 km norr om La Ciénaga. 